# Buliminidae
Buliminidae es una familia de foraminíferos bentónicos de la Superfamilia Buliminoidea, del Suborden Buliminina y del Orden Buliminida. Su rango cronoestratigráfico abarca desde el Daniense (Paleoceno inferior) hasta la Actualidad.

## Discusión
Clasificaciones previas incluían Buliminidae en el Suborden Rotaliina y/o Orden Rotaliida.

## Clasificación
Buliminidae incluye a las siguientes géneros:
- Bulimina
- Globobulimina
- Praeglobobulimina
- Protoglobobulimina †
- Pseudoglobobulimina

Otro género considerado en Buliminidae y actualmente incluido en otra familia es:
- Stainforthia, habitualmente incluido en la Familia Stainforthiidae de la Superfamilia Turrilinoidea

Otros géneros considerados en Buliminidae son:
- Cucurbitina, aceptado como Bulimina
- Cuvillierella, aceptado como Globobulimina
- Desinobulimina, aceptado como Globobulimina
- Oncobotrys, de estatus incierto, considerado sinónimo posterior de Bulimina
- Spirigerina, de estatus incierto, considerado sinónimo posterior de Terebralina
- Terebralina, de posición taxonómica incierta